# Wilfried Minks

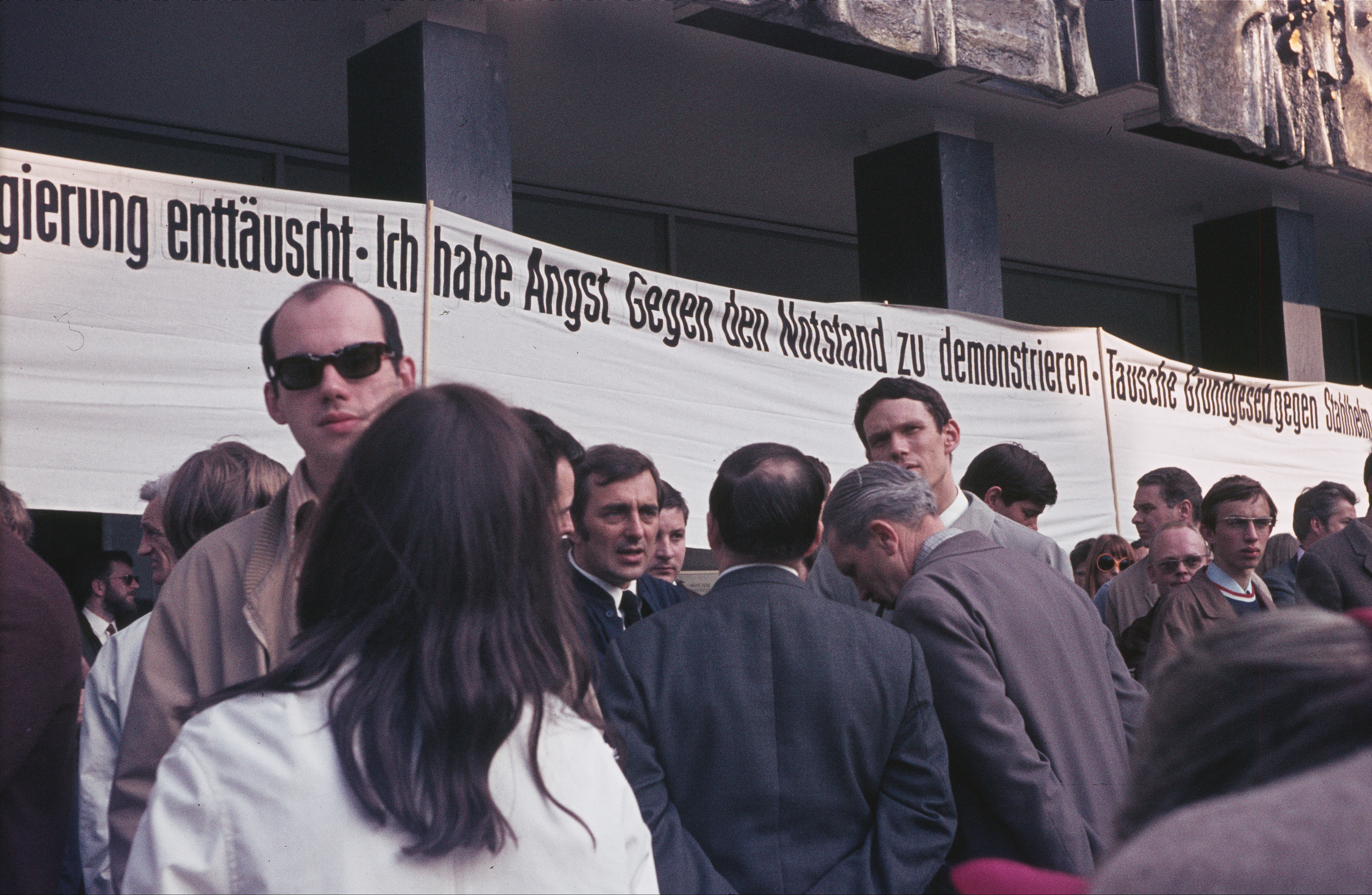
Wilfried Minks (Mitte) bei einer Demonstration auf dem Bremer Marktplatz im Jahr 1968

Wilfried Minks (* 21. Februar 1930 in Binai, Tschechoslowakei; † 13. Februar 2018 in Berlin) war ein deutscher Bühnenbildner und Theaterregisseur.

## Leben
Minks wuchs in einer deutschböhmischen Familie auf, die aus der Tschechoslowakei vertrieben wurde, als er 15 Jahre alt war. Die Familie kam nach Wurzen in Sachsen. Der begabte Maler machte später eine Ausbildung an der Kunstgewerbeschule in Leipzig. Nach eineinhalb Semestern wechselte er an die Berliner Akademie der Bildenden Künste und studierte dort 1955 bis 1957.
Vor dem Mauerbau 1961 war es für ihn noch möglich, ein Engagement 1959 am Stadttheater Ulm anzunehmen, wo Kurt Hübner Intendant war und Peter Zadek sowie Peter Palitzsch inszenierten. Die Begegnung mit Zadek war für ihn die entscheidende seiner Karriere. Er war fortan engster Mitarbeiter des Enfant terrible der deutschen Theaterregisseure.

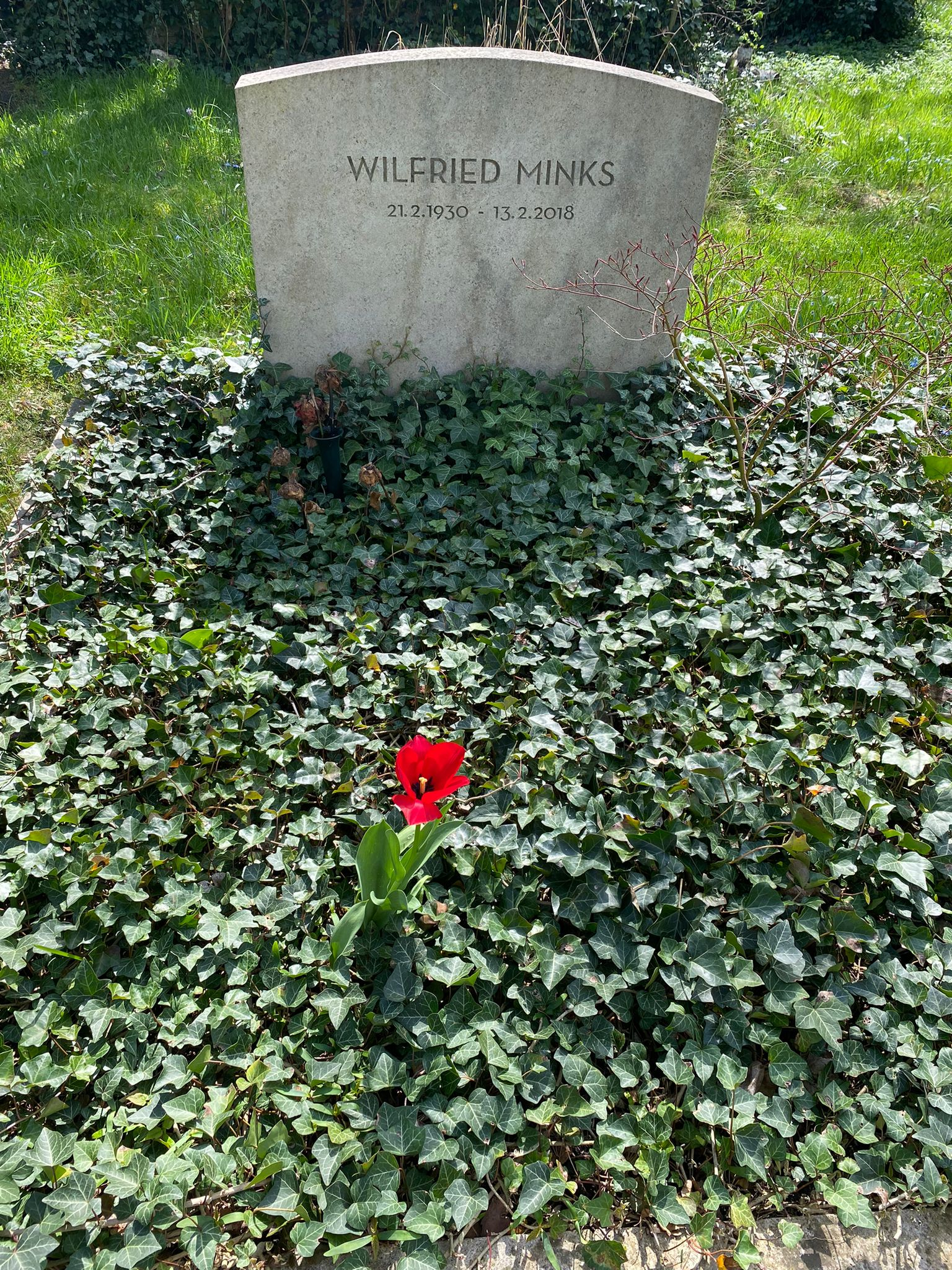
Grabstätte auf dem Luisenstädtischen Friedhof

1962 wechselte der Intendant Hübner zum Theater Bremen, und Minks folgte ihm genauso wie Peter Zadek. Und auch hier prägten seine Bühnenbilder die Inszenierungen, so dass sie nach Kritikermeinung selbst einen Teil der Regie darstellten. Man sprach vom „Bremer Stil“ und meinte damit die innovativste Ära des deutschen Nachkriegstheaters.
Für Minks beinhaltete „das Bühnenbild einen Großteil dramaturgischen Denkens“, sodass „der Bühnenbildner fast auch Regisseur ist“. Anfang der 1970er Jahre begann Minks dann auch eine Laufbahn als Regisseur. 1972 inszenierte er noch in Bremen Maria Stuart von Friedrich Schiller und ab 1973 an allen großen Bühnen im deutschsprachigen Raum. 1979/80 realisierte er den Historienfilm Geburt der Hexe mit seiner damaligen Ehefrau Ulla Berkéwicz (im Film als Ulla Berkévicz) in der Hauptrolle. 1980/81 war Minks gemeinsam mit dem Regisseur Johannes Schaaf für kurze Zeit Intendant im Direktorium des Mitbestimmungsmodells am Schauspiel Frankfurt und war danach als freier Regisseur tätig.
Minks arbeitete im Laufe seiner Karriere mit allen großen Regisseuren seiner Zeit zusammen, darunter Luc Bondy, Dieter Dorn und Rainer Werner Fassbinder, Klaus Michael Grüber und Claus Peymann, sowie Johannes Schaaf und Peter Stein. Seine Tätigkeit führte ihn auch zu den Salzburger Festspielen (1975 Leonce und Lena von Georg Büchner, Regie Schaaf; mit Klaus Maria Brandauer u. a.) und an das Wiener Burgtheater (Bühnenbilddebüt 1988 bei Der Kaufmann von Venedig von William Shakespeare, Regie Zadek, später auch als Regisseur am Akademietheater, u. a. Uraufführung von Fernando Krapp hat mir diesen Brief geschrieben von Tankred Dorst, 1992).
Wilfried Minks war seit 1973 Mitglied der Freien Akademie der Künste Hamburg und seit 1994 der Akademie der Künste Berlin. Von 1967 bis 1995 lehrte er als Professor an der Hochschule für bildende Künste Hamburg. 
Minks verstarb eine Woche vor Vollendung seines 88. Lebensjahres und wurde auf dem Luisenstädtischen Friedhof beigesetzt. 

## Wichtige Bühnenbilder im Bremer Stil
- 1964 Held Henry – Regie: Peter Zadek – als einziges Detail auf leerer Bühne eine Tafel mit Porträts englischer Herrscher.
- 1965 – Frühlings Erwachen von Frank Wedekind – Regie: Peter Zadek
- 1966 – Die Räuber von Friedrich Schiller – Regie: Peter Zadek – beide Inszenierungen wurden mit einem Comic-Bild des Pop-Art-Künstlers Roy Lichtenstein ausgestattet.
- 1967 – Maß für Maß von William Shakespeare – Regie: Peter Zadek – leere Bühne mit grellfarbenen Glühbirnen.
- 1969 – Torquato Tasso von Johann Wolfgang von Goethe – Regie: Peter Stein – Kunststofffolie im Hintergrund mit giftgrünem Florteppich.
- 1980 Gestaltung des BMW Museums in München zusammen mit dem Münchner Komponisten Eberhard Schoener[2]

## Auszeichnungen
- 1970 Adolf-Grimme-Preis mit Gold 1970, zusammen mit Peter Zadek und Tankred Dorst, für die Sendung Rotmord
- 1981 Nominierung Max-Ophüls-Preis für Geburt der Hexe
- 1982 Nominierung Fantasporto für Geburt der Hexe
- 2010 Deutscher Theaterpreis Der Faust für sein Lebenswerk
- 2012 Bremer Stadtmusikantenpreis (Sparte „Kultur“)